# Hyderabad (Pakistan)
Hyderabad je grad u Pakistan, u pokrajini Sindh. Grad je osnovao 1768.g. Mian Ghulam Shah Kalhoro na ruševinama maurijskog ribarskog sela na obali rijeke Ind, koje se je zvalo Neroon Kot. 
Godine 1768.g. na brežuljcima Hyderabad počela je izgradnja utvrde od pečene cigle koja je nazvana Pacco Qillo (Sindhi: پڪو قلعو) što znači "čvrsta utvrda". 
U gradskoj četvrti Hirabad nalaze se Cubbas ili Grobnice Emira, grobnice bivših vladara pokrajine Sindh koji su pobijedili Britance u poznatoj bitki kod naselja Miani (1843.g.).